# 첸도
미겔 포를란 노게라(스페인어: Miguel Porlán Noguera, 1961년 10월 12일, 무르시아 지방 토타나 ~)는 첸도(스페인어: Chendo)로 알려진 은퇴한 스페인의 축구 선수로, 현역 시절 우측 수비수로 활약했다.
그는 현역 시절을 레알 마드리드에서만 보냈고, 스페인 국가대표팀의 일원으로 2번의 FIFA 월드컵에 출전했다.

## 클럽 경력
무르시아 지방 토타나 출신인 첸도는 레알 마드리드 소속으로 17시즌을 보냈고, 7번의 라 리가 (1985-86, 1986-87, 1987-88, 1988-89, 1989-90, 1994-95, 그리고 1996-97), 2번의 코파 델 레이 (1988-89, 1992-93), 1번의 UEFA 챔피언스리그 (1997-98) 그리고 UEFA컵 2연패 (1984-85, 1985-86)를 달성했다.
그는 15세의 나이에 레알 마드리드에 입단해 5년을 유소년부에서 보냈고, 1982년 4월 11일, 2-1로 이긴 카스테욘과의 경기에서 1군 공식 데뷔전을 치렀다. 그 다음 시즌, 그는 2번의 리그 경기에 더 출전했다.
1983-84 시즌 초, 후안 호세가 우측 수비 붙박이 주전으로 처음 6경기 중 5경기에 출전했다. 그러나, 부상으로 쓰러지면서 첸도가 주전으로 설 기회를 잡았다. 후안 호세가 1군으로 복귀하자 첸도는 다시 후보가 되었으나, 막판에 다시 주전을 꿰차 모든 대회에서 26경기에 출전했다.
첸도는 4년차에 주전 선수가 되어 25번의 리그 경기에 출전했고, 유럽대항전에서도 11경기를 뛰었다. 시즌 말에 레알 마드리드는 헝가리의 비데오톤을 상대한 UEFA컵 결승전에서 2차전에 산티아고 베르나베우 안방 0-1 패배에도 불구하고 합계 3-1로 이기고 우승을 거두었고, 코파 데 라 리가도 아틀레티코 마드리드에 합계 4-3으로 이기고 석권했는데, 두 결승전 모두 선발로 나섰다. 그러나, 리그에서는 11위를 차지했는데, 리그 정상에 오른 바르셀로나와는 17점 차이였다.
이어지는 8시즌 동안, 첸도는 부동의 주전이었고, 총 320번의 공식 경기에서 297번을 선발로 출전해 리그 5연패의 주역으로 거듭났다. 그러나, 1992년에서 1995년까지는 난도와 루이스 엔리케, 파코 요렌테, 혹은 헤수스 벨라스코에 밀려 3순위 선수로 내려앉아 34번의 리그 경기에 출전하는데 그쳤다. 그 후에도 비슷한 행보를 계속했는데, 그는 키케 산체스 플로레스, 카를로스 세크레타리오, 그리고 크리스티안 파누치에 밀려 후보였다. 비록 1995-96 시즌에 23번의 경기에 출전했지만, 마드리드는 부진 끝에 리그를 6위로 마쳤다. 그는 정신적지주이자 후보 주장으로 여겨졌는데, 이후에는 마누엘 산치스도 간간히 출전하고 더 드문 확률로 선발 출전해 비슷하게 여겨졌다.
1998년 5월 20일, 유벤투스를 제치고 레알 마드리드가 7번째 유러피언컵 우승을 거두는 과정에서 첸도는 결승전에 결장했고, 이후 37번째 생일을 앞둔 첸도는 현역 은퇴를 선언했다. 그는 직후 구단의 경기 고문이 되었고, 10여년이 넘어서도 이 직위를 유지하고 있다.

## 국가대표팀 경력
첸도는 스페인 국가대표팀 일원으로 26번의 경기에 출전했고, 1986년과 1990년 FIFA 월드컵에 참가했다. 전자의 대회에서는 아틀레티코 마드리드 소속 토마스의 후보였고, 후자의 대회에서는 선발로 출전해 총 5번의 FIFA 월드컵 경기에 출전했다.
첸도는 1986년 1월 22일, 카나리아 제도 라스팔마스에서 벌어진 소련과의 친선경기에서 첫 국가대표팀 경기를 치렀다.

## 사생활
1986년 7월 2일, 24세의 첸도는 킨타나르 데 라 오르덴에서 교통 사고를 당했는데, 이 사고로 1달된 아들 미겔이 사망했고, 배우자 마리아 델 빌라르와 자신은 부상이 없었지만, 처남은 오른팔과 팔꿈치에 금이 갔다.

## 클럽 통계
| 클럽          | 시즌    | 라 리가 | 라 리가 | 코파 데 라 리가 | 코파 데 라 리가 | 코파 델 레이 | 코파 델 레이 | 유럽 | 유럽 | 기타 | 기타 | 합계 | 합계 |
| 클럽          | 시즌    | 출장    | 골      | 출장            | 골              | 출장         | 골           | 출장 | 골   | 출장 | 골   | 출장 | 골   |
| ------------- | ------- | ------- | ------- | --------------- | --------------- | ------------ | ------------ | ---- | ---- | ---- | ---- | ---- | ---- |
| 레알 마드리드 | 1981–82 | 1       | 0       | 0               | 0               | 0            | 0            | 0    | 0    | 0    | 0    | 1    | 0    |
| 레알 마드리드 | 1982–83 | 2       | 0       | 0               | 0               | 0            | 0            | 0    | 0    | 0    | 0    | 2    | 0    |
| 레알 마드리드 | 1983–84 | 21      | 0       | 0               | 0               | 5            | 0            | 0    | 0    | 0    | 0    | 26   | 0    |
| 레알 마드리드 | 1984–85 | 25      | 0       | 6               | 0               | 1            | 0            | 11   | 0    | 0    | 0    | 43   | 0    |
| 레알 마드리드 | 1985–86 | 30      | 0       | 0               | 0               | 5            | 0            | 10   | 0    | 0    | 0    | 45   | 0    |
| 레알 마드리드 | 1986–87 | 40      | 0       | 0               | 0               | 6            | 0            | 8    | 0    | 0    | 0    | 52   | 0    |
| 레알 마드리드 | 1987–88 | 31      | 1       | 0               | 0               | 7            | 0            | 8    | 0    | 0    | 0    | 46   | 1    |
| 레알 마드리드 | 1988–89 | 26      | 0       | 0               | 0               | 7            | 0            | 5    | 0    | 0    | 0    | 38   | 0    |
| 레알 마드리드 | 1989–90 | 37      | 1       | 0               | 0               | 5            | 0            | 4    | 0    | 0    | 0    | 46   | 1    |
| 레알 마드리드 | 1990–91 | 36      | 0       | 0               | 0               | 0            | 0            | 5    | 0    | 0    | 0    | 40   | 0    |
| 레알 마드리드 | 1991–92 | 37      | 0       | 0               | 0               | 7            | 0            | 10   | 0    | 0    | 0    | 54   | 0    |
| 레알 마드리드 | 1992–93 | 12      | 0       | 0               | 0               | 4            | 0            | 2    | 0    | 0    | 0    | 16   | 0    |
| 레알 마드리드 | 1993–94 | 12      | 0       | 0               | 0               | 0            | 0            | 0    | 0    | 1    | 0    | 13   | 0    |
| 레알 마드리드 | 1994–95 | 10      | 1       | 0               | 0               | 0            | 0            | 2    | 0    | 0    | 0    | 12   | 1    |
| 레알 마드리드 | 1995–96 | 23      | 0       | 0               | 0               | 2            | 0            | 4    | 0    | 0    | 0    | 27   | 0    |
| 레알 마드리드 | 1996–97 | 16      | 0       | 0               | 0               | 2            | 0            | 0    | 0    | 0    | 0    | 18   | 0    |
| 레알 마드리드 | 1997–98 | 4       | 0       | 0               | 0               | 1            | 0            | 1    | 0    | 0    | 0    | 6    | 0    |
| 합계          | 17      | 363     | 3       | 6               | 0               | 52           | 0            | 70   | 0    | 1    | 0    | 497  | 3    |

## 같이 보기
- 원클럽맨 명단